# László Polgár (cantante)
László Polgár (Budapest, Hungría, 1 de enero de 1947 – Zúrich, Suiza, 19 de septiembre de 2010) fue un bajo de ópera húngaro.

## Biografía
Estudió con Eva Kutrucz en la Academia Franz Liszt entre 1967-72 y posteriormente con Hans Hotter y Yevgueni Nesterenko.
Debutó en 1971 como Ceprano en Rigoletto, cantando después otros personajes: Osmin, Sarastro, Leporello, Don Basilio, Gurnemanz, etc.
Su consagración internacional llegó en Londres como Rodolfo en La sonnambula en el Covent Garden. Perteneció al cuerpo estable de la Ópera Estatal de Viena en 1983, a la Ópera Estatal de Baviera y a la Ópera de París desde 1985, cantando también en Hamburgo y en los festivales de Salzburgo y Aix-en-Provence.
Entre 1992 y 2008 fue uno de los bajos principales de la Ópera de Zúrich.
Especialmente conocido por El castillo de Barba Azul de Bartók que también grabó dirigido por Pierre Boulez.
Falleció el 19 de septiembre de 2010 en Zúrich a la edad de 63 años.